# Opferputz
Opferputz (auch Opferschicht) ist ein umgangssprachlicher Ausdruck für ein traditionelles handwerkliches Verfahren zur Salzminderung im Mauerwerk. Der Reparaturmörtel mit sehr hoher Porosität dient zur Aufnahme von löslichen Salzen. Sobald er salzgesättigt ist und seine Aufgabe nicht mehr erfüllen kann, wird er durch eine neue Verputzung ersetzt. Dieses Abtragen des Putzes wird durch opfern umschrieben.
Üblich ist die Anwendung im Bauwesen und der Denkmalpflege bzw. Restaurierung als Oberflächenschutz für Gebäude.

## Beschreibung
Salze werden im Mauerwerk durch Feuchtigkeit an die Oberfläche bzw. Wandflächen transportiert (Kapillare) und verursachen dort unschöne Ausblühung. Im traditionellen Bauwesen wurden Außenwände gekalkt, um den Putz gegenüber Umwelteinflüssen zu schützen. Ein solcher Kalkputz (Mörtelgruppe I) kann zur besseren Entfeuchtung der Wand beitragen. Da die gelösten Salze durch das kapillarwandernde Wasser bis an die Verdunstungsoberfläche des Putzes geführt werden, und dort auskristallisieren, verliert der Putz im Lauf der Zeit seine Diffusionsfähigkeit, das heißt, ein salzbelasteter Kalkputz trägt nicht mehr zur Entfeuchtung des Mauerwerkes bei und muss erneuert werden.
Die Haltbarkeit des Putzes hängt von der Belastung des Mauerwerks durch Niederschläge oder Grundwasser ab und kann von einigen Monaten bis höchstens wenigen Jahren reichen. Der Vorteil dieser traditionellen Methode ist in der preisgünstigen Ausführung und der kontinuierlichen Aufnahme der Mauersalze zu sehen (daher Opferputz). Jedoch musste der Opferputz unter anderem wegen der geringen Abriebfestigkeit jährlich erneuert werden (vgl. Nachteile bei der Verwendung von Sumpfkalk).
In der Denkmalpflege wird beispielsweise der Verwitterung von Sandstein durch Anwendung von Siliconharzschlämmen vorgebeugt.